# Schlosskirche Bayreuth

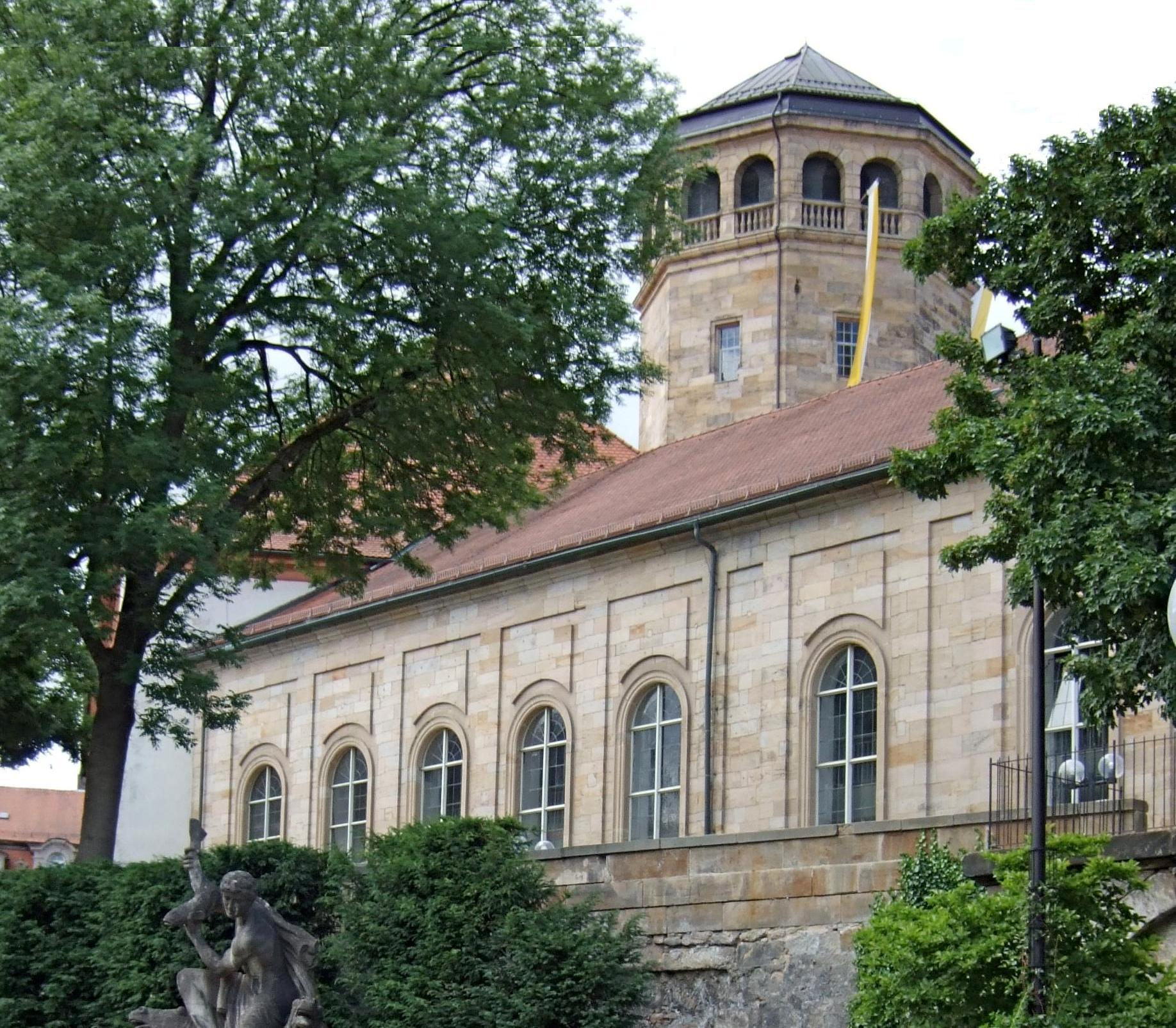
Schlosskirche Bayreuth

Die Schlosskirche Bayreuth im Gebäudeensemble des Alten Schlosses in Bayreuth ist eine Saalkirche im Stil des Bayreuther Rokoko. Sie wurde von 1753 bis 1758 im Auftrag des Markgrafenpaares Wilhelmine und Friedrich III. als lutherische Schloss- und Grabkirche erbaut. Die Pläne stammen von Hofbaumeister Joseph Saint-Pierre, die kunstvollen Deckenstuckaturen von Giovanni Battista Pedrozzi. Seit 1813 ist die Schlosskirche katholische Pfarrkirche mit dem Patrozinium Unsere Liebe Frau.

## Vorgeschichte
Bereits 1528, elf Jahre nach Beginn der Reformation, schlossen sich die Landesherren der fränkischen markgräflichen Gebiete dem lutherischen Bekenntnis an. Dem Prinzip „Cuius regio, eius religio“ entsprechend mussten alle Bewohner Bayreuths den Glauben ihres Fürsten annehmen, das erst 1514 auf dem nahen Oschenberg gegründete Franziskanerkloster wurde 1529 wieder aufgelöst. Erst das 18. Jahrhundert brachte mit der Aufklärung mehr Toleranz gegenüber Andersgläubigen.
Im Zuge der Bauvorhaben der Markgrafen, insbesondere Wilhelmine von Brandenburg-Bayreuths (1709–1758), kamen italienische und französische Architekten und Künstler katholischen Glaubens in die Stadt. Markgraf Georg Wilhelm (1678–1726) erlaubte ihnen im Jahr 1722, außerhalb der Stadtmauern und unter Ausschluss der Öffentlichkeit ihre Sakramente zu feiern. In verschiedenen privaten Räumen zelebrierten sie ihren Gottesdienst. 1743 wollten sie das Akademiegebäude am Paradeplatz (heutige „Postei“ am Jean-Paul-Platz) erwerben, was der Bamberger Bischof Friedrich Karl von Schönborn jedoch verhinderte. Zwei Jahre später wies ihnen Markgraf Friedrich III. unweit jener Stelle einen Bauplatz (heute: Hofgebäude Friedrichstraße 17) zu mit der Auflage, dass das Gebäude zur Straße hin nicht als Kirche zu erkennen sein sollte und nur kleine Fenster aufweisen dürfte. 1747 legte der Hofarchitekt Joseph Saint-Pierre einen Entwurf vor, am 7. Januar 1749 wurde das Oratorium geweiht.
Der Franzose Saint-Pierre hatte sich zur Hofseite hin nicht an die Auflage der Fenstergrößen gehalten und musste die bereits fertiggestellten hohen Fenster durch Sandsteinriegel horizontal teilen. Zudem suchten die Gegner nach Gründen für einen Widerruf der Konzession. Sie stellten einen Inspektor ab, der das katholische Religionsexerzitium überwachen sollte und dem Markgrafen und der Regierung Bericht erstattete. Das Spielen der Orgel, das den Katholiken streng untersagt war, führte gelegentlich zu kleinen Tumulten. Damals umfasste die katholische Gemeinde der Stadt ungefähr 500 Personen. Ihre Kinder mussten lutherische Schulen besuchen, wo der lutherische Katechismus gelehrt und abgefragt wurde. Kinder gemischtreligiöser Eltern waren im protestantischen Glauben zu erziehen. Trauungen fanden nach evangelischem Ritus statt, in aller Stille wurden vom katholischen Geistlichen „Nachtrauungen“ vorgenommen.
Bis 1813 feierten die Bayreuther Katholiken im Oratorium ihre Gottesdienste, fortan konnten sie die Schlosskirche nutzen. 1819 verkauften sie das Gebäude und das angrenzende Pfarrhaus.

## Geschichte

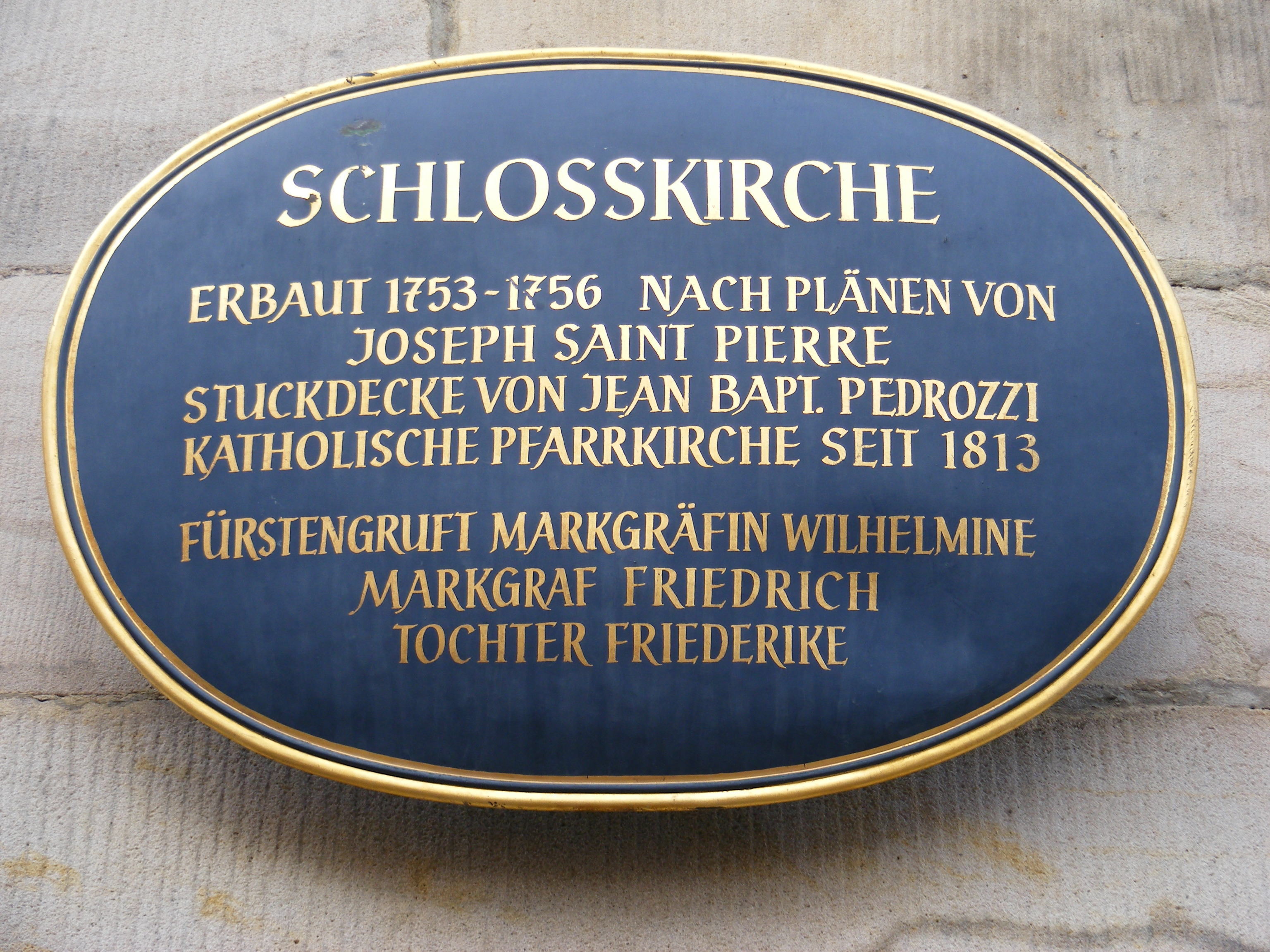
Hinweisschild an der Schlosskirche

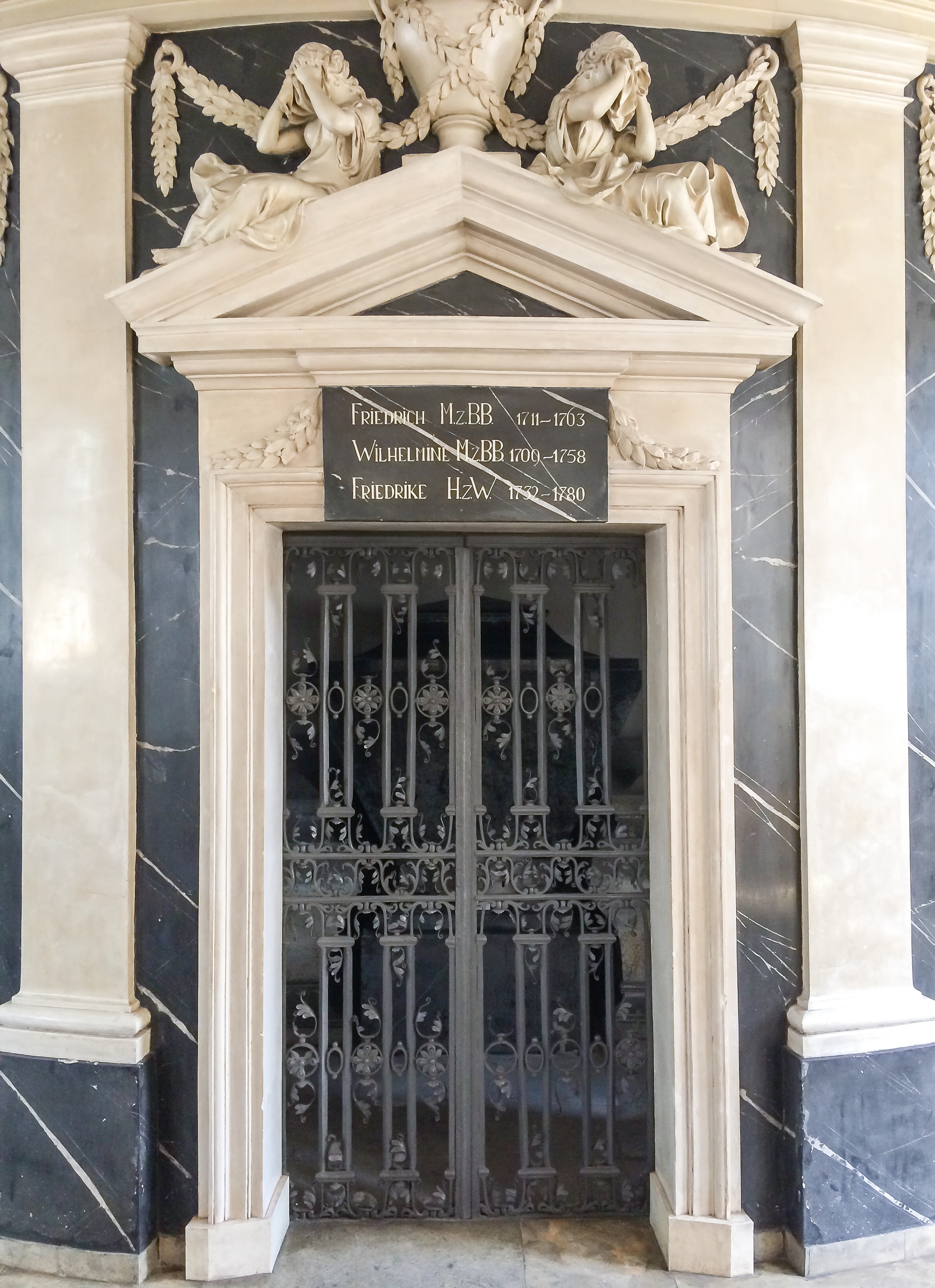
Grablege für Wilhelmine von Bayreuth, Friedrich III. und Elisabeth Friederike von Brandenburg-Bayreuth

Das alte Schloss, das im 16. und frühen 17. Jahrhundert im Renaissancestil erbaut worden war, wurde bei einem Brand im Jahr 1753 zu großen Teilen zerstört und als Residenz in den folgenden Jahren durch das neue Schloss ersetzt. Es wurde jedoch weitgehend, mit teilweise veränderter Nutzung, wiederaufgebaut. Anstelle des Nordflügels entstanden zwei repräsentative Wohnhäuser hoher markgräflicher Beamter.
Im Ostflügel hatte sich wohl schon seit langem eine Schlosskapelle befunden. 1665 wurde unter Markgraf Christian Ernst nach dem Verlegung des Marstalls eine neue (und wahrscheinlich größere) Schlosskirche errichtet.
Als man nach dem Brand im Jahr 1753 den Bau einer neuen Residenz ins Auge fasste, wurde beschlossen, die Hofkirche an alter Stelle wieder zu errichten. Sie sollte auch dem Markgrafenpaar als Grablege dienen. Die Kirche wurde Ostern 1758 feierlich eingeweiht. Im Oktober desselben Jahres starb Wilhelmine von Bayreuth, die älteste Schwester Friedrichs des Großen, die auch als Schriftstellerin und Komponistin tätig war, und wurde in der oberirdischen Gruft der Kirche beigesetzt. 1763 folgte ihr Friedrich III., beim ersten Läuten zersprang damals die Glocke im Schlossturm mit einem lauten Knall. 1780 wurde die einzige Tochter der beiden, Elisabeth Friederike, dort beigesetzt.
Nach dem Verzicht des letzten Markgrafen Karl Alexander auf die Fürstentümer Ansbach und Bayreuth im Dezember 1791 wurden dessen Gebiete preußische Provinz. Mit dem Ende des Markgraftums verlor die Kirche ihre Funktion und wurde vorübergehend zum Waffenmagazin.
Nachdem das ab 1806 französisch besetzte Bayreuth von Napoleon Bonaparte 1810 an das Königreich Bayern verkauft worden war, bestimmte Maximilian I. mit einem Erlass vom 3. März 1812, die nun funktionslose Schlosskirche zur Pfarrkirche für die mehr als 1200 Katholiken, die sich im Laufe des 18. Jahrhunderts im lutherischen Bayreuth angesiedelt hatten. Im Austausch erhielten die Protestanten eine katholische Kirche in Bamberg. Die Übergabe der Schlosskirche, die damit die einzige katholische Kirche im Markgrafenstil wurde, an die neue Pfarrei erfolgte allerdings erst Ende April 1813.
Um 1864 wurde, im Zuge einer ersten Sanierung, das von Ernst-Wilhelm Wunder geschaffene Rokoko-Deckengemälde übertüncht. 30 Jahre später erhielt die Kirche eine historistische Ausstattung. Am 4. August 1886 fand in der Schlosskirche das Requiem für Franz Liszt statt, bei dem Anton Bruckner die Orgel spielte.
1957 erfolgte ein erneuter Umbau, bei dem die Kirche unter anderem ihre durchgehende Empore verlor und der Altar nach hinten versetzt wurde. Die als „süßlich“ empfundene Madonna im Tabernakel wurde durch eine neue Figur ersetzt. Am 16. April 2018 wurde die Kirche für eine umfassende Sanierung, in einer Dauer von neun Monaten, geschlossen. Die Arbeiten beinhalteten sowohl energetische und statische, als auch gestalterische Maßnahmen. Beispielsweise wurde der Stuck von Giovanni Battista Pedrozzi durch ein Deckengemälde im barocken Stil ergänzt. Die Wiedereröffnung fand am 13. April 2019 statt.

## Architektur und Ausstattung

### Überblick

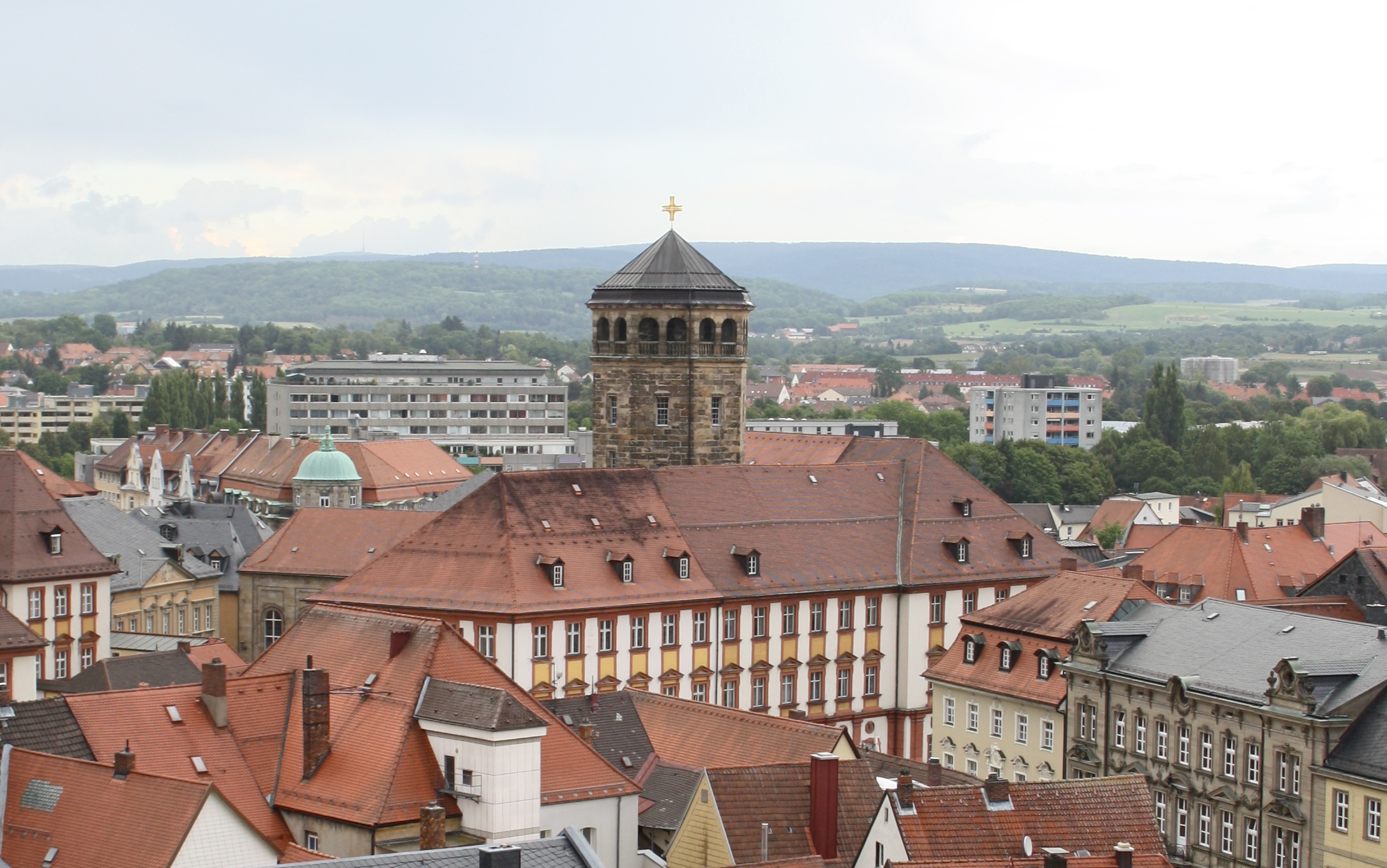
Schlossturm von der Stadtkirche aus gesehen

Die Kirche, von außen mit ihren rundbogigen Klarglasfenstern und kargen Wandgliederungen eher unscheinbar, zeigt sich innen als leuchtender Festsaal. Bestimmende Farben sind das Weiß der Wandflächen und der umlaufenden säulengestützten Emporen sowie die sparsam verteilten Goldakzente. Die Ädikula des ursprünglichen Kanzelaltars nehmen seit der Umwidmung eine Mondsichelmadonna und der Tabernakel ein. Die verschwenderisch stuckierte Decke wird zu den herausragenden Werken ihrer Art gerechnet.

### Turm

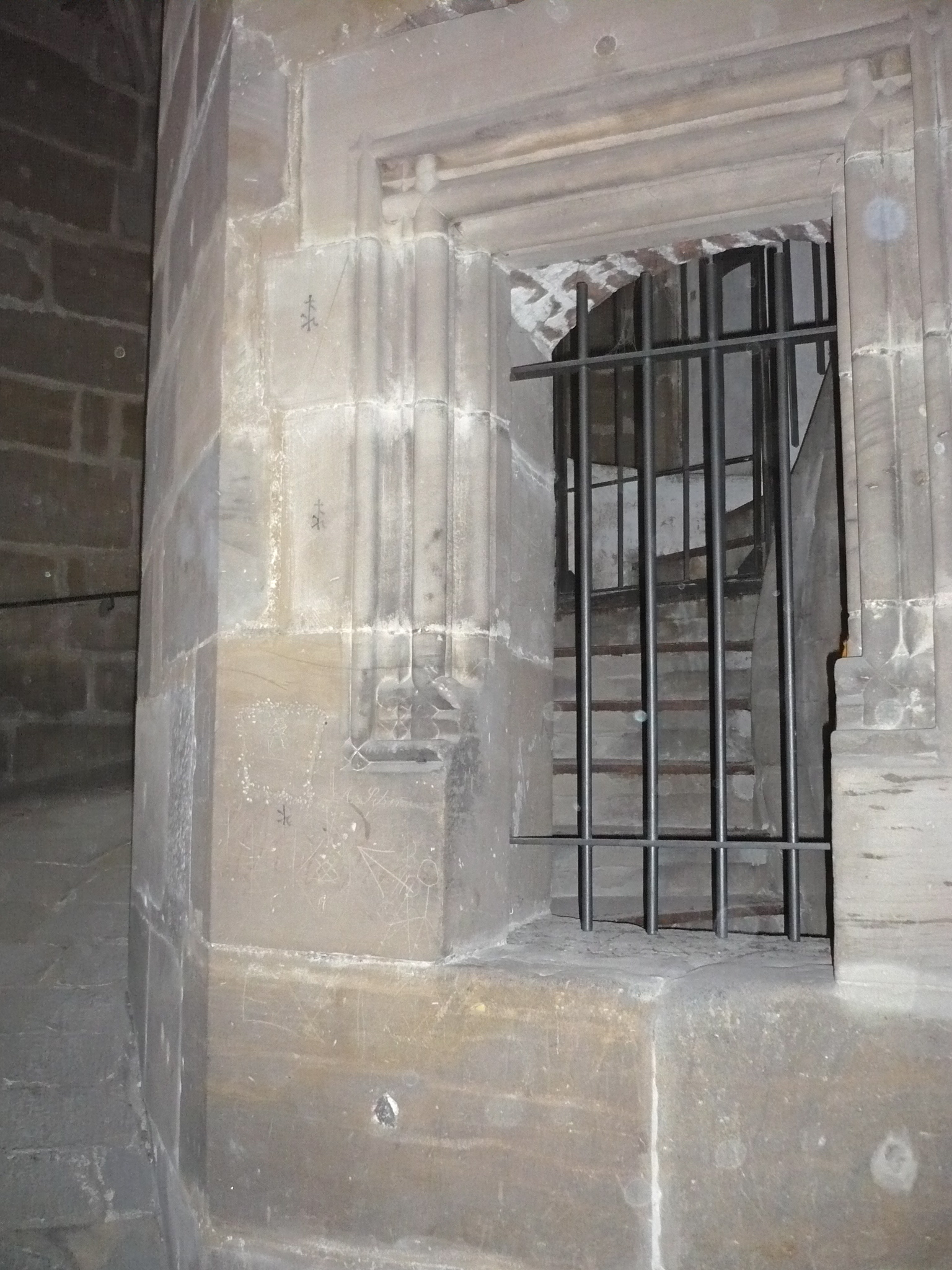
Der Fahrweg des Schlossturms verläuft spiralförmig um die Wendeltreppe in dessen Kern.

Zur Kirche gehört der im Jahr 1565–1567 nach Plänen von Caspar Vischer erbaute Schlossturm mit dem Geläut. Er ist ein mächtiges Oktogon mit Rundbogengalerie im Obergeschoss. In das Fundament sind frühere Bauwerksteile eingelagert. Im Inneren befindet sich mittig eine Wendeltreppe in zwei konzentrischen Aufstiegen in gegenläufiger Anordnung sowie eine breite stufenlose Stiege für die Auffahrt von Fahrzeugen. Der im Lauf der Geschichte mehrfach veränderte Turm war seit 1812 ein Glockenturm, wovon auch das aufgesetzte Türmerstübchen zeugt. Zum Kirchturm wurde er erst 1960, das weithin sichtbare vergoldete Tatzenkreuz trägt er seit 1964. Der damalige Pfarrer Dekan Schley ließ es ohne Genehmigung seitens des Bauausschusses auf der Turmspitze montieren, was im Stadtrat für Irritationen sorgte. Der Turm kann von Besuchern seit 1987 bestiegen werden.

### Ausstattung zur Markgrafenzeit

Durchgehende Empore, ursprüngliche Madonna und alter Tabernakel (um 1900)

An der schmalen Nordseite der Kirche ist der für eine evangelische Kirche dieser Zeit typische Kanzelaltar angebracht. Die Kanzel befand sich oberhalb des Altars. Den Kanzelkorb flankierten vergoldete Statuen von Petrus und Paulus. Darüber schwebten zwei vergoldete Engel. Auf der Empore stand dahinter die Orgel.
Am anderen Ende der Kirche, also an der Südseite, existierte auf der Empore, anstelle der heutigen Orgel, die Fürstenloge. Auf den weißen Deckenfeldern gab es drei Gemälde des Bayreuther Hofmalers Wilhelm Ernst Wunder. Sie zeigten Geburt Christi, Himmelfahrt Christi und die vier Evangelisten. Diese Gemälde wurden Mitte des 19. Jahrhunderts entfernt.
Die Stuckaturen Pedrozzis konzentrieren sich auf Gesimse und Rahmungen. Unter anderem findet sich eine Gruppe von Putti mit den Attributen der Christlichen Tugenden (Kreuz für Glaube, Anker für Hoffnung und Ring für Liebe).
Am Südende der Kirche, gegenüber dem Altar, findet sich das Gruftgehäuse, erbaut ca. 1758, mit den drei Sarkophagen der Markgrafenfamilie, gestaltet von Carl von Gontard.

### Zustand im 21. Jahrhundert

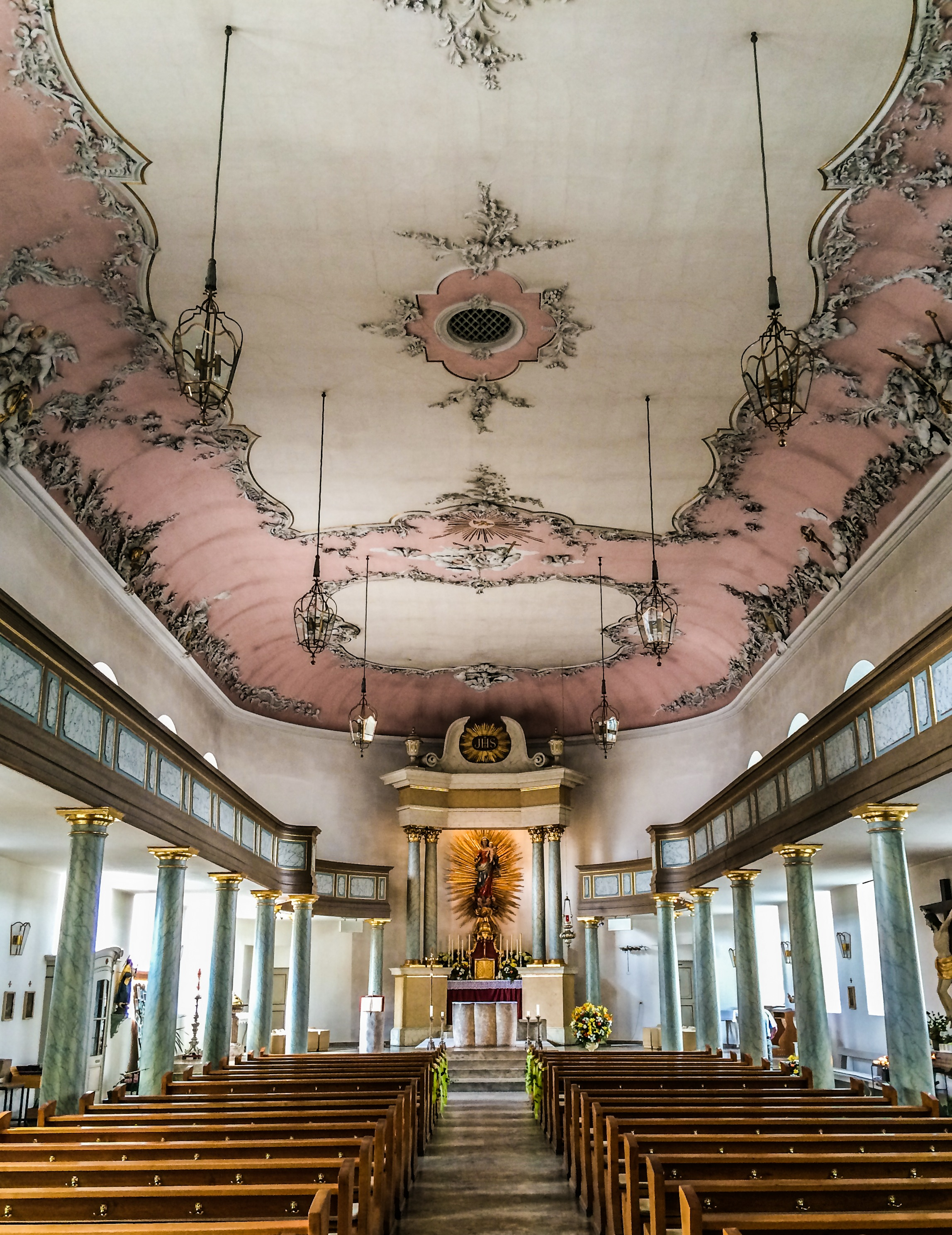
Innenansicht (Juni 2014)

Im Jahr 2018 erfolgte eine umfassende Sanierung des Kircheninneren. Die ursprünglichen farbigen Deckenfelder wurden nach historischen Vorlagen erneuert. Das Deckengemälde wurde neu interpretiert.

## Orgel

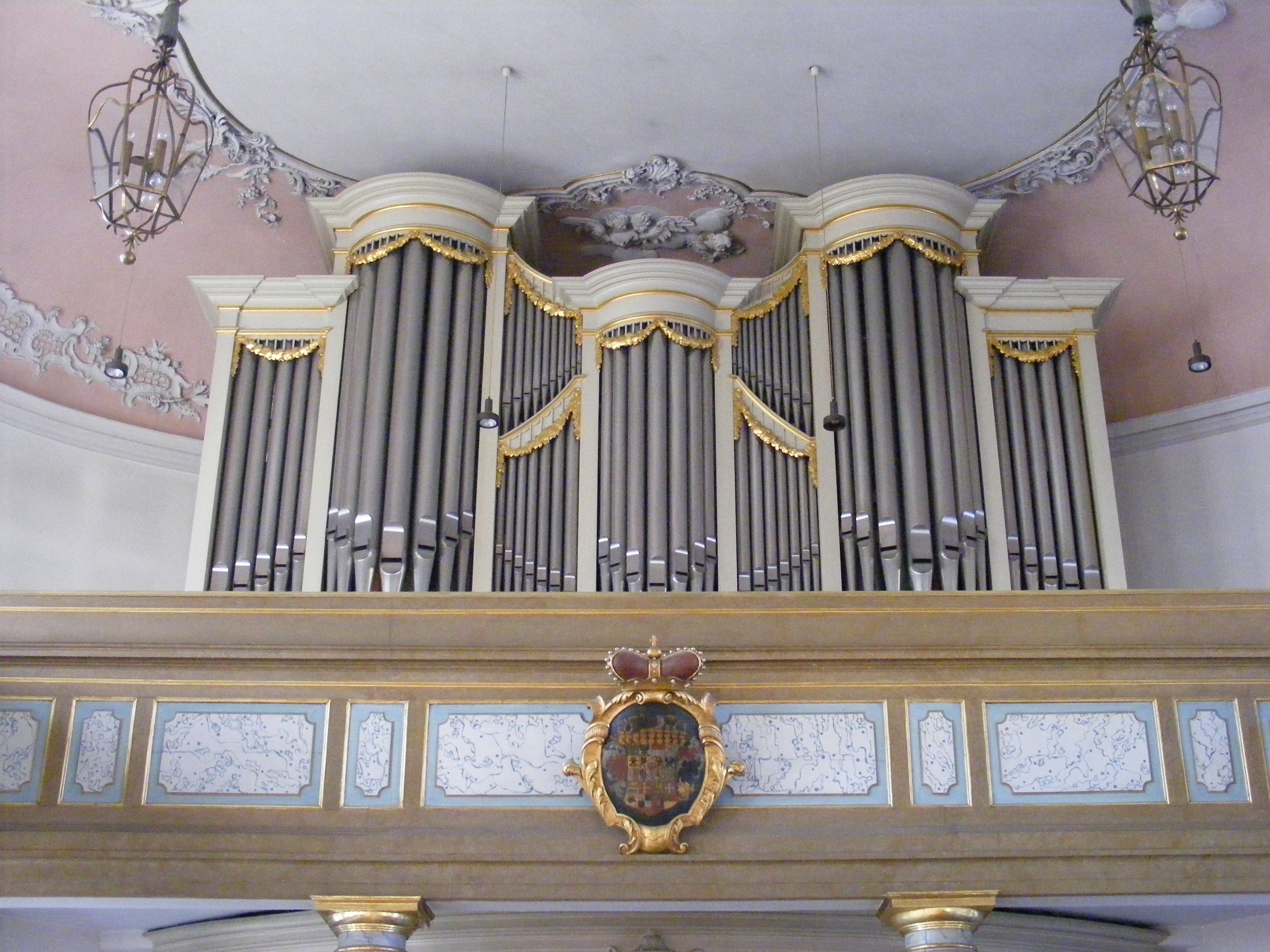
Blick auf die Orgel

Seit 1991 ist eine von der Firma Schuke, Berliner Orgelbauwerkstatt, gebaute Orgel in Betrieb. Sie hat 47 Register auf drei Manualwerken und Pedal und ersetzt eine Steinmeyer-Orgel aus dem Jahr 1958. Die Spiel- und Registertrakturen sind mechanisch.
| I Hauptwerk C–g3 |                 |        |
| 1.               | Bordun          | 16′    |
| 2.               | Principal       | 8′     |
| 3.               | Holzgedackt     | 8′     |
| 4.               | Viola da Gamba  | 8′     |
| 5.               | Oktave          | 4′     |
| 6.               | Blockflöte      | 4′     |
| 7.               | Rauschpfeife II | 2 1⁄3′ |
| 8.               | Waldflöte       | 2′     |
| 9.               | Soloterz        | 1 3⁄5′ |
| 10.              | Mixtur IV       | 1 ⁄3′  |
| 11.              | Cymbel III      | 1⁄2′   |
| 12.              | Trompete        | 8′     |
| 13.              | Vox humana      | 8′     |
|                  | Tremulant       |        |

| II Positiv C–g3 |              |       |
| 14.             | Rohrflöte    | 8′    |
| 15.             | Quintatön    | 8′    |
| 16.             | Principal    | 4′    |
| 17.             | Spitzflöte   | 4′    |
| 18.             | Sesquialtera | 2 ⁄3′ |
| 19.             | Oktave       | 2′    |
| 20.             | Gemshorn     | 2′    |
| 21.             | Quinte       | 1 ⁄3′ |
| 22.             | Scharff IV   | 1′    |
| 23.             | Musette      | 16′   |
| 24.             | Cromorne     | 8′    |
|                 | Tremulant    |       |

| III Schwellwerk C–g3 |                      |        |
| 25.                  | Flauto               | 8′     |
| 26.                  | Salicional           | 8′     |
| 27.                  | Vox coelestis        | 8′     |
| 28.                  | Dolkan               | 4′     |
| 29.                  | Flùte octaviante     | 4′     |
| 30.                  | Nasard               | 2 ⁄3′  |
| 31.                  | Flageolett           | 2′     |
| 32.                  | Tierce               | 1 3⁄5′ |
| 33.                  | Fourniture IV        | 2′     |
| 34.                  | Basson               | 16′    |
| 35.                  | Trompette harmonique | 8′     |
| 36.                  | Hautbois             | 8′     |
| 37.                  | Clairon              | 4′     |
|                      | Tremulant            |        |

| Pedalwerk C–f1 |                 |       |
| 38.            | Principal       | 16′   |
| 39.            | Subbaß          | 16′   |
| 40.            | Oktavbaß        | 8′    |
| 41.            | Bordun          | 8′    |
| 42.            | Choralbaß       | 4′    |
| 43.            | Rohrpfeife      | 2′    |
| 44.            | Rauschpfeife IV | 2 ⁄3′ |
| 45.            | Posaune         | 16′   |
| 46.            | Trompete        | 8′    |
| 47.            | Schalmey        | 4′    |

- Koppeln: II/I, III/I, III/II I/P, II/P, III/P